# 馬來亞緊急狀態
馬來亞紧急状态（英語：Malayan Emergency；爪夷文：ضرورت），是指1948年马来亚共产党展开武装斗争之后，英殖民政府宣布全马来亚进入紧急状态，一直持续到1960年才解除。期间，英聯邦軍隊與馬來亞民族解放軍之間進行了為期十二年的游擊戰。
「馬來亞緊急狀態」一詞是馬來亞殖民地政府對衝突的稱呼，而馬來亞人民解放軍則稱之為「反英民族解放戰爭」。據前馬共總書記陳平回憶，當地的橡膠園和採錫業一直堅持以「危機」形容衝突，原因是「戰爭」屬於「不可抗力因素」，會令他們無法向勞合社領取保險理賠。
雖然马共在1960年落敗，但其領袖陳平在1967年再次發動另一場叛亂。這次所有英聯邦援軍已全數撤出大馬，但第一次戰敗已令馬共元氣大傷無力回天，斷續鬥爭至1989年失敗告終。

## 背景

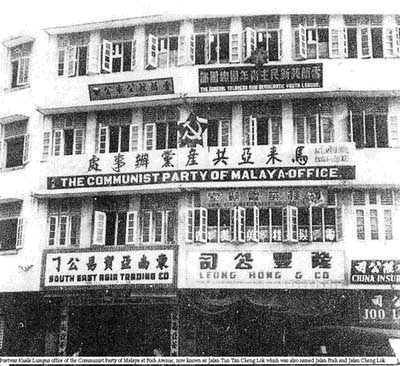
紧急状态前的马共办事处

马来亚经济在二次大战结束后陷于困境。问题包括失业率高涨、薪酬低下和食物价格急升。1946年至1948年间，当地发生了多次骚乱和罢工。因为马来亚的錫和橡胶产业所带来的收入对正在恢复自身经济的英国十分重要，所以英国政府力图重建当地经济。政府采用包括拘捕和流放的严厉手段对付示威人士。示威人士因此变得愈发激进。1948年6月16日，反对派在霹靂和丰（Sungai Siput）第一次公然作出战争行为，杀死三个欧洲种植园经理。苏联依照全球策略，命令马来亚共产党继续发动攻势。
为回应共产党的行动，英国政府首先宣布和丰进入紧急状态。后来，政府在7月将进入紧急状态的范围扩大到全国。马来亚共产党和其他左翼政党在进入紧急状态后，成为了非法组织。警察有权未经审讯监禁共产党成员和怀疑协助共产党的人士。陈平领导的共产党退入农村地区，组成马来亚人民解放军。人民解放军开始进行游击战，破坏锡矿和橡胶种植园等殖民地资源开采设施。
人民解放军的前身是日据时期受共产党领导的马来亚主要反抗势力 - 马来亚人民抗日军。二战末期英方曾秘密训练和武装抗日军。1945年12月，抗日军正式将武器上缴马来亚军政府（British Military Administration）。英方向上缴武器的抗日军成员给予了金钱奖励。不过，仍然有4,000名抗日军成员拒绝上缴武器，转入地下活动。

## 马共发动游击战

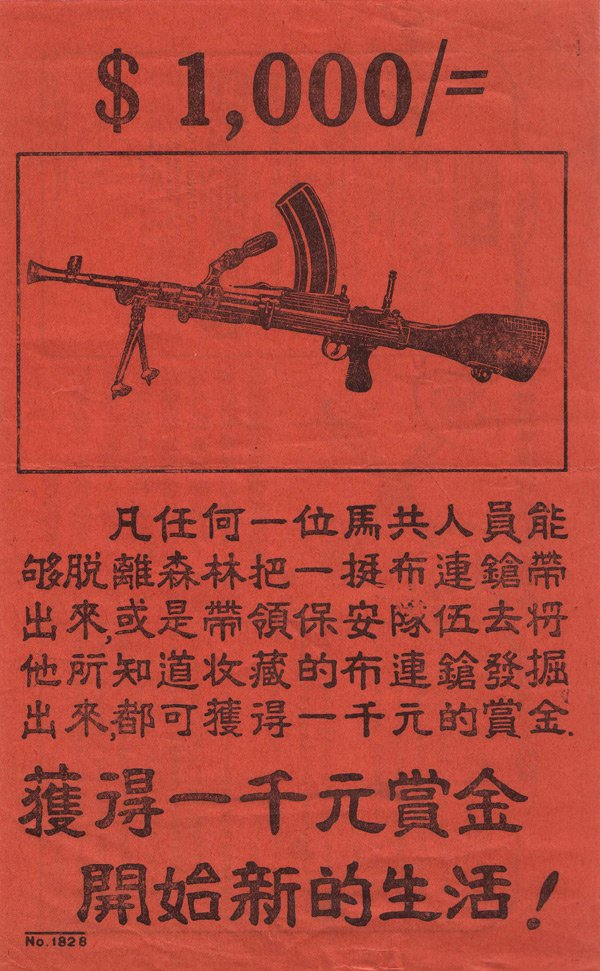
政府向叛军投放的宣传单张。

人民解放军一般采用游击战术，破坏设施、袭击种植园和摧毁运输系统和基础设施。
在312万马来西亚华人中，有大约50万人支持人民解放军，他们是人民解放军的支持者。他们大部分都是农民，在人民解放军的根据地 - 丛林的边缘搭建棚屋居住。因此，人民解放军可以补给食物，并且征募兵员。支持人民解放军的马来人相对较少。华人支持人民解放军的原因是，他们在选举中没有与马来人平等的权利，也没有土地权。而且，大部分华人都非常贫穷。支援人民解放军的组织称为“民运”（Min Yuen）。这一组织有一个隐藏于大众之中的通讯网络。民运除了向人民解放军提供食物等物质援助之外，还向人民解放军提供情报援助。
人民解放军的营地和隐蔽点都位于热带丛林之内，基础设施有限，难以接近。人民解放军游击队的成员多是华人，只有少部分成员是马来人、印尼人或者是印度人。人民解放军以团为组织，不过没有固定的建制，每个团都由特定地区活动的部队组成。每个团都有政治局、政委、指导员和情报机构。士兵在营地接受马克思列宁主义教育，制作散发时事分析单张。人民解放军亦规定，士兵与当地女性发生恋情之前必须得到官方批准。
游击队在战争早期曾计划在驱除了政府部队的地方建立“解放区”。不过人民解放军最终没有实现这一计划。

### 英方回应

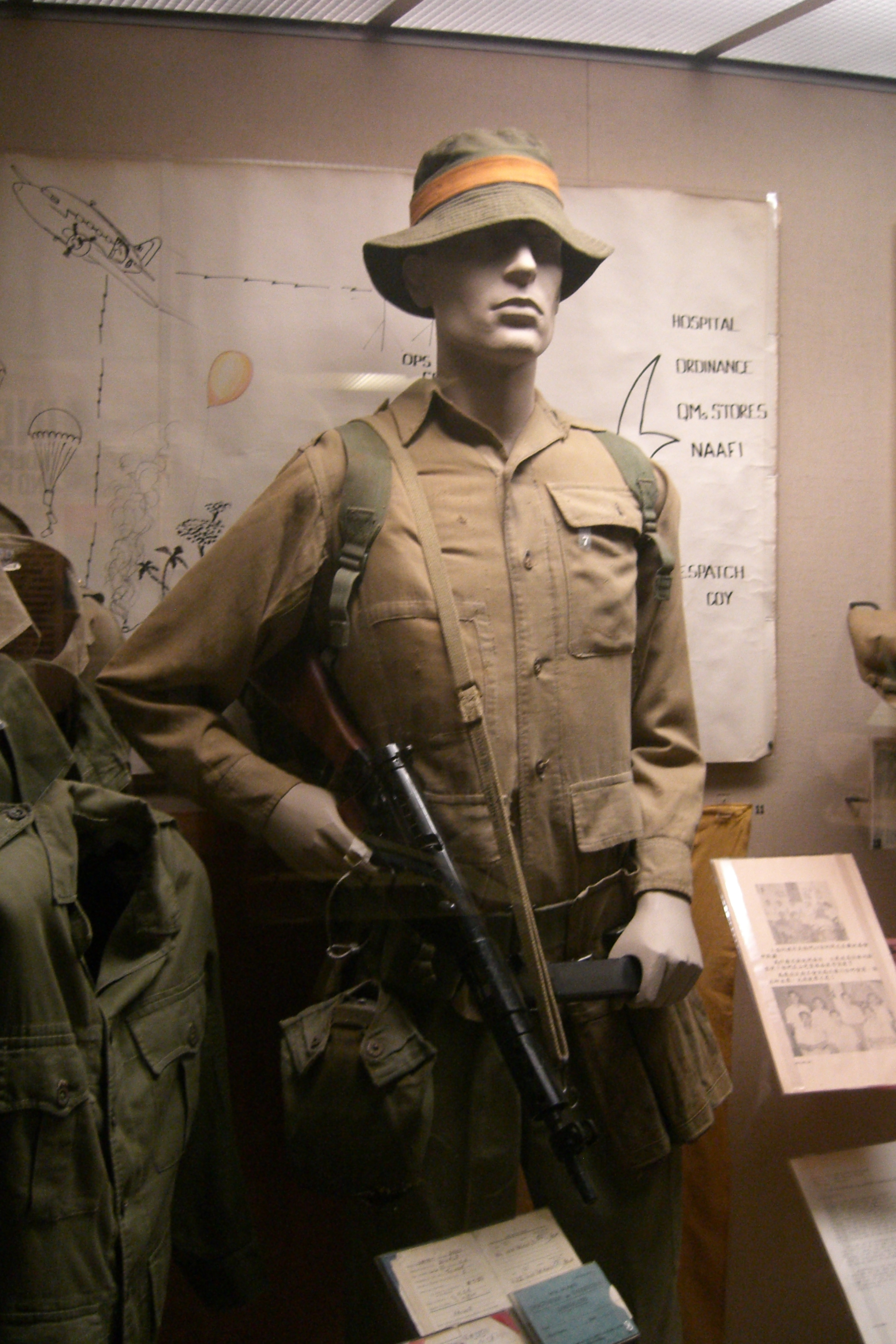
索美塞特郡轻步兵团第1营在战争期间穿着的丛林作战服。

政府最初的战略主要是保护重要的经济目标，比如说矿场和种植园。后来，马来亚英军军事指挥官（Director of Operations）陆军中将哈罗德·罗登·布里格斯爵士（Lieutenant-General Sir Rawdon Briggs）制定了称为毕利斯计划（Briggs' Plan）的全盘战略。计划的中心思想是用最佳的方法，如切断游击队和民间支持者之间的联系，来打败叛军。布里格斯他认识到马来丛林环境恶劣，取得食物的渠道十分稀少，制定了三个针对主要食物来源的战略。第一个是丛林内清除了树木的土地，第二是丛林内的原住民，第三个是丛林边缘的棚屋区居民。
布里格斯计划成效显著。计划的其中一个成果，就是迫使50万乡村地区的居民，由丛林边缘的棚屋区迁移到备受监视的华人新村。华人新村多是新建的住宅，由带倒钩的铁丝网、警岗和照明灯所包围。居民最初对此感到愤恨，但后来就因为生活水平得到改善而变得满意。政府向居民发放了一定的金钱，并且赋予了居民土地的所有权。英国此前亦曾以迁移平民的方式打击游击队。最著名的先例，就在第二次布尔战争出现，当时英国为打击布尔游击队（Boer Commando），将布尔平民迁入集中营。不过，英国在马来亚的做法更加人道，也更加有效。
进入紧急状态时，英国在马来亚有13个步兵营，当中包括七个廊尔喀步兵营、三个英国步兵营、两个皇家马来亚步兵营和一个当做步兵营使用的皇家炮兵营。英军规模太小，无法有效应对“共产主义恐怖分子”或“匪徒”的威胁。英军因此将皇家海军陆战队和英王非洲来福枪团（King's African Rifles）的士兵派到马来亚。英军也在1950年将特种空勤团重组为侦查、袭击和反游击单位。
马来亚联合邦国防部长罗伯特·格兰杰·克尔·汤普森爵士（Sir Robert Grainger Ker Thompson）在二次大战期间，曾在缅甸担任钦迪特部队（Chindits）的联络官。他有宝贵丰富的丛林作战经验，参与了反叛乱计划的制定工作，也建立了良好的军民关系。

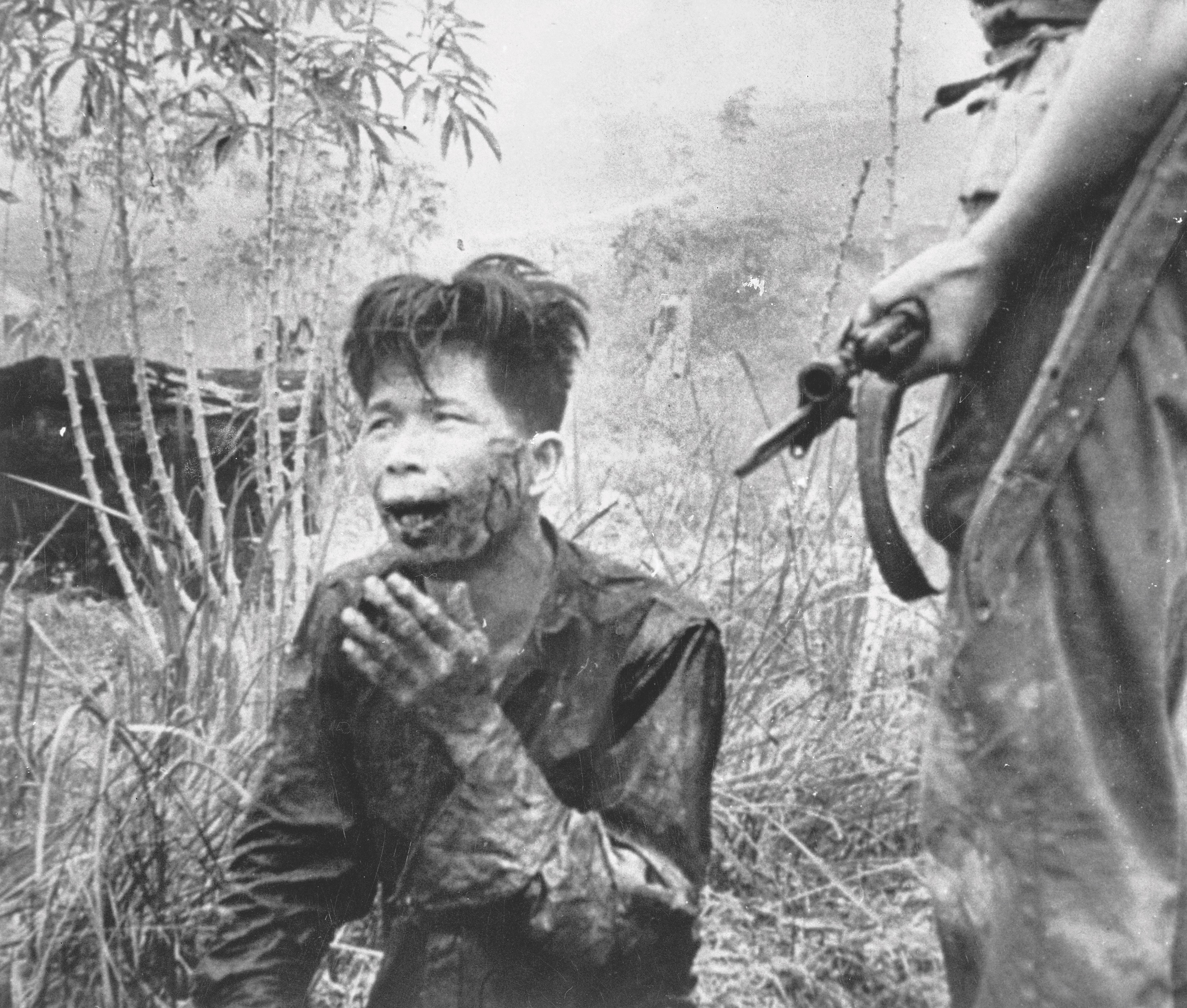
受伤被俘的叛军，摄于1952年。

1952年，杰拉德·邓普勒爵士上任成为英国高级专员。不少人都认为，他是扭转战争局势的功臣。在他的两年任期内，“三分之二的游击队被人消灭，袭击事件的数量由每月500件下降到100件，平民和安全部队的伤亡由200人下降到40人”。正统史学家认为，邓普勒改变了战争形势，英国取得胜利，很大程度是建基于他的行动和政策之上。但是，有一些修正史学家并不认同这一说法，认为他不过是继续前任的做法而已。
1951年，部分英军部队展开宣传攻势，向马来亚人和原住民提供医疗和食物援助。同时间，英军派出部队进入森林巡逻，向人民解放军施加压力。人民解放军被迫退入森林内部，失去补给。人民解放军开始逼迫塞芒人交出食物，令后者产生了敌意。很多被俘的游击队员都投向了英方。与之相反的是，人民解放军从不释放俘虏的英国人。
英国和英联邦国家的部队在高峰时期有40,000人，而游击队即使是高峰时期，也只有约7,500人。

### 政府架构
战争期间，各级政府、军事和民事机关都由一个由军人、警察和文官组成的委员会控制。这一设计令政府可以迅速收集分析情报，协调各种行动。举例而言，每一个州屬的军事行政委员会，成员都包括首席部长、高级军官、国土警卫队（Home Guard）军官、财政官员、情报官员、行政官员和六个委任产生的民间领袖。警察、军队、国民卫队和文官组成这一委员会的下属行动委员会，负责每日的指挥工作。下属委员会成员共同作出决策。

### 英方行动
英军迅速意识到，大规模进行笨拙的扫荡是徒劳无功的。以排或班为单位，进行巡逻，或者是根据情报进行伏击更加有效。在瓜拉冷岳沼泽进行的拿骚（Nassau）行动就十分典型：
发生了几次刺杀事件之后，一个由英国士兵组成的排获派到那个地区执行任务。他们通过定量配给、护送粮草车队、检查住宅的方法控制食物流通。1954年12月21日左右，一个连开始在沼泽开始进行行动。1955年1月9日，军方开始大规模进行战术行动。火炮、迫击炮和飞机开始对沼泽南部进行骚扰性的轰炸。军方最初的计划是日夜不断轰炸，将恐怖分子赶入埋伏圈。但是，准备充足的恐怖分子一直没有移动。只有搜集食物的队伍有时出来活动执行任务。民众不敢将这一情况上报政府。
军方修改了计划。炮火骚扰只在夜间进行。设下的埋伏保持原样，加强巡逻沼泽地带。此后军方继续进行了三个月行动，一无所获。3月21日，其中一个队伍在埋伏四十五个小时后，终于发现了八个恐怖分子，杀死了其中两人。行动地图上面因此出现了两个代表杀敌数量的红色大头针。作战部队的士气稍有提升。
又过了一个月后，军方才得知恐怖分子在沼泽里面互相联络。军方派遣一个排设立了埋伏圈。士兵发现并且杀死了一个恐怖分子。五月，军方没有发现恐怖分子的踪迹。6月，巡逻队遇到了恐怖分子，杀死了一人，俘虏了一人。经过四天毫无斩获的巡逻后，一个正在返回营地的排遇到并且歼灭了另外两名恐怖分子。该区的第三名恐怖分子向军方投降，并且说食物流通的控制非常有效，以至于有人在争夺食物时杀人。
7月7日，军方向该区增派了两个连。巡逻和炮火骚扰保持不变。三个恐怖分子向军方投降，其中一个更将巡逻队带去恐怖分子头领的营地。巡逻队袭击了营地，杀死了包括头领在内的四个人。另外一支巡逻队也杀死了四个恐怖分子。到了7月末，还有二十三个极其饥饿的恐怖分子被困在与世隔绝的沼泽内。

军方在行动中用去了60,000发火炮炮弹，30,000发迫击炮弹和2,000发航空炸弹，换来35名恐怖分子阵亡或被俘的结果。每杀死、俘虏一个恐怖分子，都要用去1,500个工日（36,000个工时）巡逻或者埋伏。拿骚令紧急状态结束快了一步到来，所以是一个成功的行动。
1951年，英军在马来亚进入紧急状态后，小规模试验了2-4-D和2-4-5-T除草剂。英军除去了道路两则的丛林，以免在使用道路时受到共产叛军袭击。

## 马共通过十月决议
1951年10月6日，人民解放军刺杀了英国驻马来亚高级专员亨利·葛尼爵士。马来亚民众开始反对人民解放军展开的战役，担心自己的安全。马共领导人陈平最近指出，葛尼之死并没有造成太大影响。马共仍然在同月通过了十月决议（October Resolutions）。马共为了应对英方的布里格斯计划，决定大幅修改战术，减少攻击经济和民事目标，在政治组织和推翻政权上面投入更多资源，支持民运的补给网络，并且在丛林发展耕种。

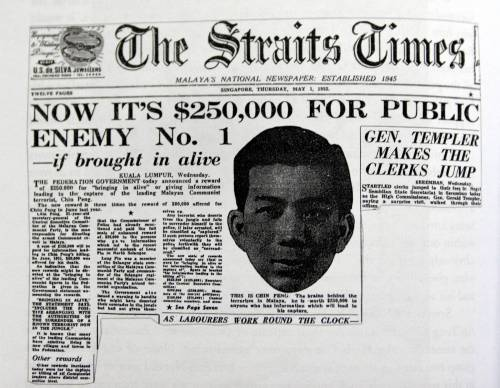
1952年海峡时报头版，陈平:头号公敌

葛尼的继任人邓普勒受英国政府指示，赋予了华人投票权。他继续推行布里格斯计划，同时努力建立马来亚军队。他表明紧急状态是去殖民地化过程加速的障碍。他提高了针对叛军的悬赏，又扩大了情报网络。

### 政府发布大赦令
1955年9月8日，马来亚联合邦政府宣布赦免共产党成员。新加坡政府也在同时间发出了相同的大赦令。首席部长东姑阿都拉曼在大赦令中开出了条件，不过表明不会与人民解放军谈判。下为大赦令款项：
- 自愿投降的人，此前在共产党指导下犯下的罪行不会受到检控。
- 投降对象可以是普通民众在内的任何人。
- 安全部队不会全面停火，不过会协助有意投降的人，因此，安全部队可以安排局部停火。
- 政府会对投降的人展开调查。政府会协助表现忠诚的人在社会重新取得正常地位，并且令他们可以与家人团聚。投降的人的自由会受到限制，假若他们提出前往中国请求，政府会给予慎重的考虑。[20]

政府在发布大赦令后，展开了一场宣传攻势。联盟政府官员到各地呼吁共产党成员放下武器，接受大赦。大小村镇的居民都发动游行支持政府。然而，大部分共产党成员都没有投降。有证据显示，共产党内部展开了针对大赦的宣传，以维持纪律，并且警告成员，叛变的人会受到严厉处罚。有政界人士认为，大赦令太过严格，只是重申了投降条款。有时事评论员认为，政府应该采取更现实、更自由的方法解决问题，直接与马共进行谈判。联盟内部的马来西亚华人公会和马来民族统一机构，都有重要人物游说东姑阿都拉曼举行政府和马共之间的谈判。

### 华玲和谈
陈平意识到继续斗争不会取得任何成果，开始寻求谈判。1955年12月28日，马共成员和政府官员在华玲官立英文学校展开谈判。出席的马共代表有总书记陈平、陈田和中宣部部长拉昔迈丁。另一方的代表是马来亚联合邦首席部长东姑阿都拉曼、马来亚华人公会总会长陈祯禄爵士和新加坡首席部长大卫·马绍尔。谈判的目的是结束双方之间的冲突。但是，以东姑阿都拉曼为首的政府代表拒绝了陈平提出的所有要求。冲突因为谈判破裂变得更加激烈。英联邦国家纷纷向马来亚派出更多援军，应对局势。
谈判失败后，东姑阿都拉曼在次年2月8日撤回了大赦令，并且声明他不会再度和马共展开谈判，除非他们表达出“完全投降”的诚意。此后，马共仍然有作出努力和政府展开和谈，不过没有如愿以偿。同时间，新的紧急状态行动委员会开始讨论是否要加强针对马共的“人民战争”。1957年7月，马共在马来亚独立前的几个星期，再次作出重启和谈的努力，表明谈判的条件是：
- 马共成员享有公民的权利
- 保证马共的每一个成员都不受惩罚

东姑阿都拉曼没有回应马共的要求。1957年8月31日，马来亚正式独立。马共发动的斗争也因此失去了推翻殖民统治这个理由。1958年，安顺沼泽地带的游击队向政府投降，人民解放军从此失去抵抗能力。人民解放军残部撤向马泰边境。1960年，政府宣布紧急状态结束。陈平离开泰国南部后，到北京接受庇护，在中共中央对外联络部居住。

## 查禁图书
这段时期，政府也大量查抄学校，书店，住家，图书的流通与阅读受到监视，特别是华文书籍，提控犯禁者，形成后来的语文政治，影响深远。

## 伤亡

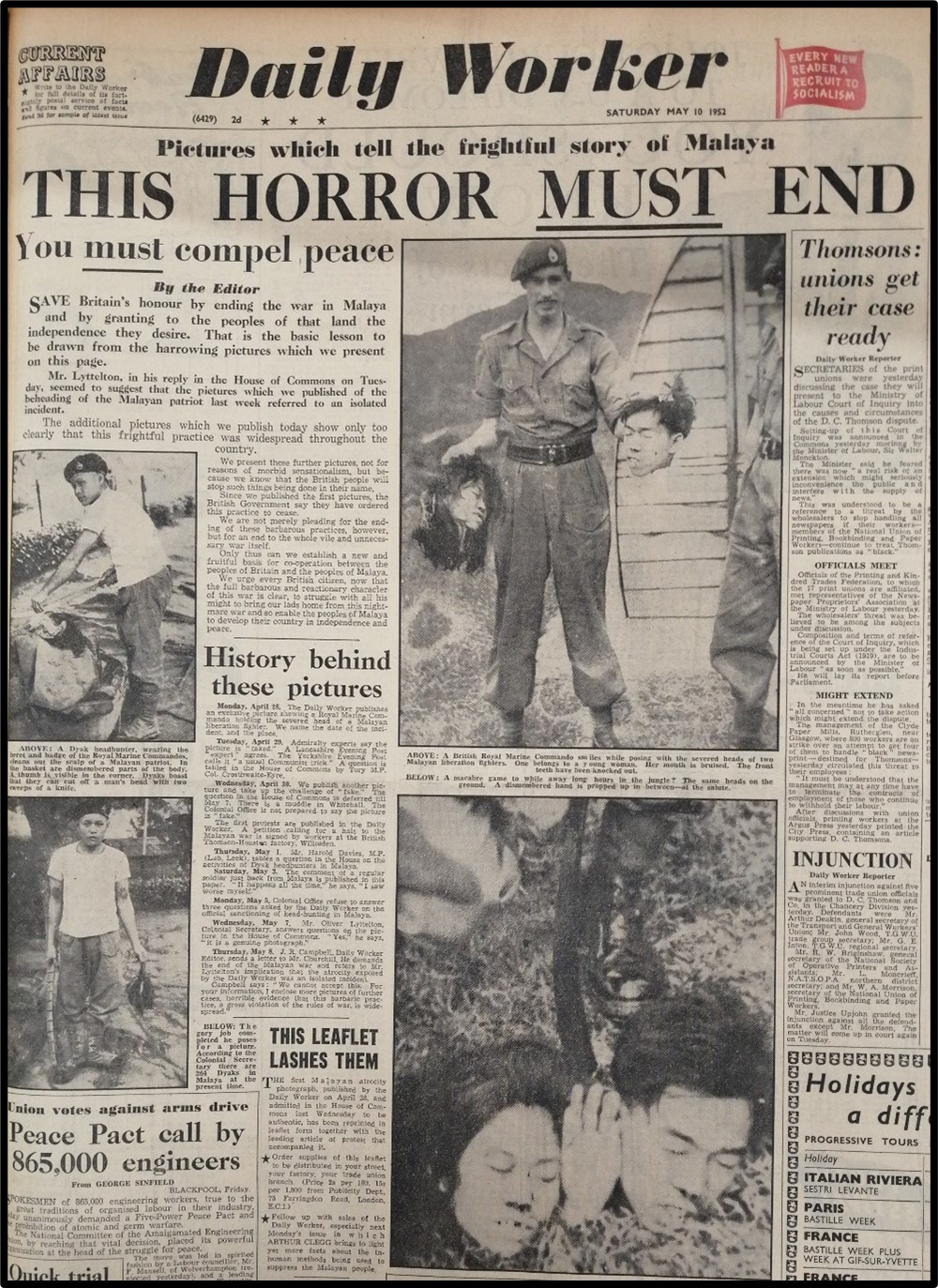
英军砍下马共成员的头

冲突期间，安全部队杀死了6,710名人民解放军游击队，俘虏了1,287名游击队，约3,200名游击队投降。1,345名马来亚军警在战斗中死亡。英联邦国家的部队有519人阵亡。2,478名平民在被杀，810名平民失踪。

## 影响
在马来西亚的流行文化之中，这场冲突经常被描绘成马来人争取自由的斗争。包括新闻部长达图·扎伊努丁（Zainuddin Maidin）批评没有意识到华人和印度人在紧急状态期间作出的贡献。英国、英联邦国家在紧急状态期间提供的大量军事和人道主义援助，也往往被人轻描淡写，或者是忽略不提。
因华人被描绘为支持中国共产党，导致后来长期语文政治，族群政治的偏见。其中最为突出的例子为政府小学及中学所有涉及紧急状态的内容。

## 注腳
1. ↑  Mohamed Amin and Malcolm Caldwell (eds.), The Making of a Neo Colony, (1977), Spokesman Books, UK, footnote, p. 216.
2. ↑  Peng, Chin My Side of History, Media Masters, 2003, p10
3. ↑  Andaya, Barbara Watson; Leonard Y. Andaya. . Palgrave. 2001: 271.
4. ↑  Jackson, Robert. . London. 2008: 11–12.
5. ↑  Jackson, Robert. . London: Pen & Sword Aviation. 2008: 10.
6. ↑  Rashid, Rehman. . 1993: 27. ISBN 983-99819-1-9.
7. ↑  O. Tilman, Robert. . Asian Survey. 1966, 6 (8): 407–419.
8. ↑  O. Tilman, Robert. . Asian survey. 1966, 6 (8): 407–419.
9. ↑  Karl Hack, Defense & Decolonization in South-East Asia, p. 113.
10. ↑  Joel E. Hamby Civil-military operations: joint doctrine and the Malayan Emergency （页面存档备份，存于）, Joint Force Quarterly, Autumn, 2002, Paragraph 3,4
11. ↑  Peoples, Curtis. . （原始内容存档于2007-12-26）. （页面存档备份，存于）
12. ↑  Clutterbuck, Richard. . Singapore: Graham Brash. 1985.
13. ↑  Conduct of Anti-Terrorist Operations in Malaya, Director of Operations, Malaya, 1958, Chapter III: Own Forces
14. ↑  Nagl (2002), pp.67–70
15. ↑  Taber, The War of the Flea, pp.140–141. Quote from Marine Corps Schools, "Small Unit Operations" in The Guerrilla – and how to Fight Him
16. ↑  .   [27 April 2010]. （原始内容存档于2021-02-24）. （页面存档备份，存于）
17. ↑  Ongkili, James P. . Oxford University Press. 1985: 79. ISBN 0-19-582681-7.
18. ↑  .   [2013-11-14]. （原始内容存档于2013-12-05）.
19. ↑  Memorandum from the Chief Minister and Minister for Internal and Security, No. 386/17/56, 30 April 1956. CO1030/30
20. 1 2  Prof Madya Dr. Nik Anuar Nik Mahmud, Tunku Abdul Rahman and His Role in the Baling Talks
21. ↑  MacGillivray to the Secretary of State for the Colonies, 15 March 1956, CO1030/22
22. 1 2  . 2019年7月  [2022-03-09]. （原始内容存档于2020-05-21）. （页面存档备份，存于）
23. ↑  <Royal Malaysian Police (Malaysia)>[永久]
24. ↑  Kaur, Manjit (16 December 2006). Zam: Chinese too fought against communists 的存檔，存档日期2011-06-04.. The Star.

## 相关书籍
- Comber, Leon. . . 2003: 128–153.
- Comber, Leon. . . February 2006: 77–99.
- Comber, Leon. . . Melbourne: ISEAS (Institute of SE Asian Affairs, Singapore) and MAI (Monash Asia Institute). 2006.
- Hack, Karl. . . 1999.
- Hack, Karl; Chin, C. C. . 2004.
- Jumper, Roy. . Greenwood Press. 2001. ISBN 0-313-31515-9.
- Nagl, John A. . University of Chicago. 2002. ISBN 0-226-56770-2.
- Short, Anthony (1975). The Communist Insurrection in Malaya 1948–1960. London and New York: Frederick Muller. Reprinted (2000) as In Pursuit of Mountain Rats. Singapore.
- Stubbs, Richard. . Eastern University. 2004. ISBN 981-210-352-X.
- Taber, Robert. . Brassey's. 2002. ISBN 978-1-57488-555-2.